# Petz Club
Petz Club est une série télévisée d'animation française-italienne en 52 épisodes de 13 minutes, réalisée par Régis Vidal et Florian Thouret, produite par Rai Ragazzi, Pictor Média et Shibuya Productions. La série est uniquement diffusée (pour le moment) en France sur France 5 dans Zouzous depuis le 30 juin 2014. Cette série est approuvée par des vétérinaires (des conseils sur les soins aux animaux domestiques ou sur la législation sont discrètement glissés dans les scenarios).

## Synopsis
La série met en scène trois jeunes enfants : Nina, Oscar et Tim, ils sont toujours accompagnés de leur chien : Marlou. Le « Petz Club », fondé par ces quatre personnages, s'est donné pour mission de retrouver les animaux perdus par des enfants. À chaque épisode, une nouvelle enquête d'un animal disparu fait l'action principale.

## Personnages
- Nina : elle a 8 ans, c'est elle qui a eu l'idée de créer le Petz Club après avoir perdu son labrador, Bout d'Chou. À noter qu'elle est allergique aux chats, ce qui pose parfois problème quand c'est un chat qu'il faut retrouver.
- Oscar : il a 7 ans et demi, c'est lui le vrai détective du Petz Club. Il est fan de L'Inspecteur Lafouine et a un gros appétit.
- Tim : il a 7 ans, c'est lui le plus sportif de la bande. Il est fan de lutte, et son alter-ego " Zarak, la Bete Humaine" donne souvent un coup de main durant les missions du Petz Club. Notez qu'avec certains épisodes on se doute que Tim et Nina sont en couple, à voir avec le temps...
- Marlou : le chien pas très bien élevé mais souvent utile au Petz club (on sait pas si c'est le chien de Tim, Nina ou Oscar mais on pense que c'est le chien de Tim car c'est lui qui l'emmène chez le vétérinaire)
- Gilou : un vétérinaire qui vient souvent en aide au Petz Club.
- Agathe : la petite sœur de Tim. Elle accompagne ponctuellement le Petz Club.

## Voix

### Voix Originales
- Perla Liberatori : Oscar
- Gaia Bolognesi : Tim
- Ilaria Pellicone : Nina

### Voix Françaises
- Fily Keita : Nina
- Brigitte Lecordier : Oscar
- Alexandre Nguyen : Tim
- Pascal Nowak : Giloux
- Yann Le Madic : voix additionnelles
- Isabelle Volpe : voix additionnelles

## Liste des épisodes
1. Un fugueur pas comme les autres
2. SOS Zanimos
3. Chat es-tu là ?
4. Le roi des chats
5. L'envol de la tortue
6. La terre-neuve
7. Au voleur
8. Un ami très cher
9. Boule de poils
10. Un singe dans la ville
11. La maison du sang-froid
12. Dragon
13. Double foyer
14. Accident
15. Un tour de cochon
16. Plus têtu qu'un âne
17. Le perroquet a perdu sa langue
18. Dédé le combattant
19. La veuve noire
20. Bienvenue au club
21. Sauveur est né
22. Ma meilleure ennemie
23. Inséparables
24. J'ai perdu mon maître
25. La famille s'agrandit
26. Une bête à concours
27. L oiseaux peureux
28. Joli cœur
29. Quand le chat n'est pas là
30. C'est magique !
31. Biscotte
32. La poule aux œufs d'or
33. Zonzon le hérisson
34. Le pied marin
35. Elle est où ma chaussette ?
36. Loulou la Tornade
37. Comme un ouragan
38. Trafic
39. Sans domicile fixe
40. Chaud bouillant !
41. Une chouette mission
42. Y'a un lézard
43. Roméo et Juliette
44. Une énigme empoisonnante
45. Junior
46. Pas de vacances pour le Petz Club
47. Le Petz Club devient chèvre
48. Il court, il court le furet
49. Un mélomane à plumes
50. Un chien mystérieux
51. Des souris et des mômes
52. La roue tourne